# Rancho Verde
Rancho Verde är en ort i Mexiko.   Den ligger i kommunen Ensenada och delstaten Baja California, i den nordvästra delen av landet, 2 200 km nordväst om huvudstaden Mexico City. Rancho Verde ligger 84 meter över havet och antalet invånare är 2 758.
Terrängen runt Rancho Verde är huvudsakligen kuperad. Rancho Verde ligger nere i en dal. Runt Rancho Verde är det glesbefolkat, med 8 invånare per kvadratkilometer. Närmaste större samhälle är Ensenada, 5,7 km söder om Rancho Verde. Omgivningarna runt Rancho Verde är i huvudsak ett öppet busklandskap.